# Altay SK
Pour les articles homonymes, voir Altaï (homonymie).
Maillots
L'Altay Spor Kulübü, ou Altay SK, est un club turc de football basé à İzmir, fondé le 16 janvier 1914.

## Histoire
Au cours de son histoire le club remporte deux coupes de Turquie et atteint par deux fois la troisième place du championnat de Turquie.
Le club participe à la Coupe d'Europe des vainqueurs de coupe lors des saisons 1967-1968, 1968-1969 et 1980-1981. Il participe également à la Coupe des villes de foires en 1962-1963 et 1969-1970. À noter également une participation à la Coupe de l'UEFA en 1977-1978, et enfin trois matchs de Coupe Intertoto en 1998.
Le 26 mai 2021, le club remporte la finale des play-offs face à l'Altınordu FK, et le club fait ainsi son retour en Süper Lig après 18 ans d'absence.

## Palmarès
- Championnat de Turquie de D2
  - Champion (2) : 2002
  - Vice-champion (2) : 1984, 1991
- Coupe de Turquie
  - Vainqueur (1) : 1967, 1980
  - Finaliste (5) : 1964, 1968, 1972, 1979, 1986
- Supercoupe de Turquie
  - Finaliste (2) : 1967, 1980
- Chancellor Cup
  - Finaliste (3) : 1972, 1979, 1986
- İzmir Professional League
  - Champion (2) : 1957, 1958
- Izmir Football League
  - Champion (13) : 1924, 1925, 1928, 1929, 1931, 1934, 1937, 1938, 1941, 1946, 1948, 1951, 1954

## Parcours
- Championnat de Turquie : 1958-1983, 1984-1990, 1991-2000, 2002-2003, 2021-
- Championnat de Turquie D2 : 1983-1984, 1990-1991, 2000-2002, 2003-2011, 2018-2021
- Championnat de Turquie D3 : 2011-2015, 2017-2018
- Championnat de Turquie D4 : 2015-2017

## Personnalités du club

### Anciens joueurs
- Reza Shahroudi